# 希尔根罗特
希尔根罗特是德国莱茵兰-普法尔茨州的一个市镇。总面积2.96平方公里，总人口291人，其中男性143人，女性148人（2011年12月31日），人口密度98人/平方公里。